# 박기남 (야구인)
박기남(朴基南, 1981년 8월 14일 ~ )은 전 KBO 리그 KIA 타이거즈의 내야수이자, 현 KBO 리그 KIA 타이거즈의 수비코치이다.

## 선수 시절

### LG 트윈스시절
2004년에 입단하였다.

### KIA 타이거즈시절
2009년 김상현과 함께 트레이드로 입단하면서 알려졌고, 2010년에 김상현이 부상으로 빠지자 그를 대신해 3루수로 출전했다. 2015년 시즌 후 은퇴를 선언했다.

## 야구선수 은퇴 후
2016년부터 KIA 타이거즈 프런트 임원으로 활동했다.

## 별명
- 2009년 6월 24일 SK 와이번스전에서 김상훈의 안타 때 끝내기 승리를 거둔 줄 알고 그가 음료수 병을 들고 달려갔으나 최희섭이 홈에서 아웃돼 머쓱하게 돌아온 장면이 포착되자 팬들이 음료수 이름인 포카리 스웨트를 따서 '포카리 박'이라고 불렸다.[1]

## 출신 학교
- 서울길동초등학교
- 건국대학교 사범대학 부속중학교
- 배재고등학교
- 단국대학교

## 통산 기록
| 년도 | 팀     | 포지션 | 경기수 | 타수 | 안타 | 홈런 | 득점 | 타점 | 도루 | 4사구 | 삼진 | 타율  | 비고 |
| ---- | ------ | ------ | ------ | ---- | ---- | ---- | ---- | ---- | ---- | ----- | ---- | ----- | ---- |
| 2004 | LG     | 3루수  | 38     | 34   | 8    | 0    | 4    | 3    | 0    | 4     | 11   | 0.235 |      |
| 2005 | LG     | 3루수  | 56     | 136  | 37   | 4    | 20   | 16   | 0    | 21    | 36   | 0.272 |      |
| 2006 | LG     | 3루수  | 74     | 152  | 37   | 4    | 19   | 15   | 0    | 14    | 29   | 0.243 |      |
| 2009 | KIA    | 3루수  | 104    | 68   | 12   | 0    | 16   | 3    | 2    | 13    | 14   | 0.176 |      |
| 2010 | KIA    | 3루수  | 76     | 147  | 40   | 3    | 26   | 24   | 3    | 21    | 27   | 0.272 |      |
| 2011 | KIA    | 3루수  | 85     | 152  | 34   | 3    | 23   | 16   | 4    | 24    | 31   | 0.224 |      |
| 2012 | KIA    | 3루수  | 99     | 225  | 57   | 2    | 28   | 25   | 1    | 32    | 34   | 0.253 |      |
| 2013 | KIA    | 2루수  | 91     | 174  | 50   | 4    | 35   | 21   | 2    | 27    | 28   | 0.287 |      |
| 2014 | KIA    | 2루수  | 90     | 171  | 49   | 3    | 21   | 21   | 2    | 24    | 25   | 0.287 |      |
| 2015 | KIA    | 2루수  | 51     | 69   | 14   | 0    | 8    | 3    | 1    | 21    | 19   | 0.203 |      |
| 통산 | 10시즌 | 내야수 | 764    | 1318 | 338  | 23   | 200  | 147  | 15   | 201   | 254  | 0.255 |      |